# Linhas de Sangue
Linhas de Sangue es una película portuguesa de acción y aventuras, dirigida por Manuel Pureza y Sérgio Graciano y producida por António Gonçalves, Manuel Pureza y Sérgio Graciano. Estreno en Portugal el 26 de julio de 2018.
Esta película comenzó a desarrollarse a partir de una idea presente en un cortometraje con el mismo nombre y autores.

## Sinopsis
En medio de un Portugal que tiene amenazado el orden y la paz, aparecen héroes con la misión de mejorar el día. En una película, fuertemente marcada por la acción y el humor, se desarrolla una lucha entre los más valientes y los más temidos.

## Elenco
- Kelly Bailey como mujer misteriosa
- Soraia Chaves como Glicínia
- Alba Baptista como Elsa Schneider
- José Fidalgo como Dino
- Lourenço Ortigão como Fagner
- Pedro Hossi como Melchor
- Paulo Pires como Alberto Queijas
- Bruna Quintas como Luciana
- Ricardo Carrizo como Flavio
- David Chan Cordeiro como Presidente de Seguridad de la República
- Dânia Neto como La-Salette
- Débora Monteiro como Porto Covo
- Gabriela Barros como Aída Kreutz
- Catarina Furtado como Lia Barbosa
- José Mata como Paulo
- Miguel Raposo como Nelson Miranda
- Alfredo Brito como Canciller
- Dinarte Branco como Presidente de la República
- Joao Vicente como Renato
- Rodrigo Soares como Dionisio
- Martinho Silva como Dinis
- Tiago Teotonio Pereira como Norberto
- Luis Esparteiro como Leonardo Gama
- Joaquim Horta como Dr. Murta
- Rui Melo como José Cordeiro
- Marina Mota como Josefina
- José Raposo como Manuel Chança
- Daniela Macário como Canciller de Seguridad
- Juan el Bautista como Mercurio
- Inês Rosado como Catarina Falcão
- Tomas Alves como Zé Miguel
- Cristina Homem de Mello como Kima
- João Craveiro como Carlos Yunque
- Pedro Laginha como Arquímedes
- Alda Gomes como Edite Frías
- Angelo Rodrigues como Jorge Mafra
- Isabel Figueira como Plácida
- Adriane García como Pilar
- Fernando Pires como Igor
- Samuel Alves como Herr Otis
- Miguel Costa como Enfermero Castro
- António Simão como Camilo
- Noua Wong como Zafiro
- Luís Lobão como Sansón
- Antonio Fonseca
- Silvio Nascimento como Baltazar
- Diogo Valsassina como Paulo Jorge
- Cláudia Semedo
- Lialzio Vaz de Almeida como Gaspar
- Bruna Mannarino como miembro de la multitud
- Sérgio Silva como Comandante Carlos Ares
- Paulo Borges (wuant) como él mismo
- Filomena Cautela como presentadora de noticias de televisión